# پانته‌آ بیگی
پانته آ بیگی یک وکیل مدافع حقوق بشر در ایران و آمریکا است که پس از انقلاب ایران در سال ۱۹۷۹ و در جریان جنگ ایران و عراق در دهه ۱۹۸۰ در تهران متولد شد. بیگی به عنوان عضو AmeriCorps در بنیاد PeaceJam خدمت کرده‌است، جایی که با تعدادی از برندگان جایزه صلح نوبل همکاری کرده‌است تا شرایط بی عدالتی اجتماعی و اقتصادی را که مردم جهان محروم در سراسر جهان با آن روبرو هستند، برطرف کند.
وی در سال ۲۰۰۳ از طرف شیرین عبادی برنده جایزه صلح نوبل، در تلاش‌های وی به نمایندگی از شهروندان ایرانی و در حمایت از عبادی و مراجعینش در حملات دسامبر ۲۰۰۸ به کارگران حقوق بشر در ایران کمک کرد.
در ژوئن سال ۲۰۰۹، اندکی پس از انتخابات جنجالی در ایران، بیگی مصاحبه‌هایی را با سی ان ان، ام سی ان بی سی، بی‌بی‌سی، ان پی آر، کی آی آر ان و سایر رسانه‌های خبری در خصوص " جنبش سبز " در ایران انجام داد.
بیگی دارای مدرک لیسانس ارتباطات اجتماعی است و همکار صلح روتاری در دانشگاه کوئینزلند، استرالیا بود، جایی که در رشته صلح و حل مناقشه کارشناسی ارشد خود را در مطالعات بین‌المللی به دست آورد.